# Когнитивная ригидность
Когнитивная ригидность (лат. соgnitiо — знание и rigidus — жёсткий) — неготовность изменять концептуальную картину окружающего мира при получении новой информации. Это негибкость мышления, при которой наблюдается затруднённость в переосмыслении и изменении действий, создании новых стратегий поведения в ситуации, объективно требующей их перестройки. В повседневной жизни это проявляется в сложности усвоения и использования новой информации, практических навыков, обучающих материалов.

## История
В процессе изучения данного феномена большое внимание уделялось тому, как люди решают мыслительные задачи.
Так, данный феномен, названный Карлом Дункером функциональной фиксированностью, был описан в его классическом эксперименте, где изучалась способность применять привычные предметы новым путём. Оказалось, что для большинства испытуемых использование знакомого предмета в новой функции — затруднительный процесс, так как для того, чтобы разорвать привычную связь «предмет — функция», требуется значительное мысленное усилие.
Аналогичные результаты были получены и в исследованиях Зенера, Лачинса и др.

## Сущность
Когнитивная ригидность встречается в различных психологических концепциях. Так, например, в работах К. Гольдштейна она определяется как привязанность к рутинному способу действия. У Р. Кеттела же данный феномен отражается в неспособности изменить установку. В теории Х. Вернера когнитивная ригидность проявляется в недостаточной вариативности способов реагирования.
То есть, в общем виде когнитивная ригидность может быть определена как неспособность менять способ реагирования при изменении ситуации, фиксация человека на неэффективных стратегиях в изменившихся условиях.
Может проявляться по-разному. Так, в работах Дункера и Лачинса выделяются следующие два её типа:
- функциональная фиксированность (закреплённость) — ощущение сложности при необходимости применять ранее использованный определённым образом предмет по-другому[2];
- перцептивная ригидность — нарушение способности адекватно воспринимать объект при изменившихся условиях.

## Диагностика
В рамках Менингерского исследования стилей обработки информации было показано, что между когнитивной гибкостью и ригидностью имеется обратная взаимосвязь. Таким образом, ряд авторов (Холодная, Соколова и др.) относит их к единому когнитивному стилю.
Наиболее известным методом диагностики является методика Струпа, состоящая из инструкции как можно быстрее прочитать все предъявленные слова. При этом имеется три серии, различающиеся стимульным материалом:
- 1-я серия: на карточке напечатаны названия цветов чёрным цветом;
- 2-я серия: цвет надписи карточки соответствует указанному цвету;
- 3-я серия: названия цветов не соответствуют цвету чернил, которыми они напечатаны (например, слово «чёрный» написано зелёным).

Показателем ригидности / гибкости познавательного контроля будет являться разница между временем, затраченным на выполнение третьей серии, и временем выполнения второй. Чем больше эта разница, тем выше ригидность.
Также диагностика может проводиться методикой свободных ассоциаций, при которой на протяжении 3 минут испытуемый называет любые слова, связанные, по его мнению, со словом-стимулом. Ответы классифицируются в 7 категорий в зависимости от величины дистанции каждого названного слова по отношению к слову-стимулу.
Показателями ригидности / гибкости контроля являются длина дистанции свободных словесных ассоциаций и общее количество ответов в протоколе. Чем меньше данные показатели, тем выше ригидность.